# Inositolo ossigenasi
La inositolo ossigenasi è un enzima appartenente alla classe delle ossidoreduttasi, che catalizza la seguente reazione:
myo-inositolo + O2 ⇄ D-glucuronato + H2O
L'enzima è una ferro proteina.